# 杜利县 (佐治亚州)
杜利县（英語：Dooly County）是位于美国佐治亚州中部的一个县，面积1,028平方公里，县治维也纳。根据2000年美国人口普查，共有人口11,749。
杜利县成立于1821年5月15日，县名源自美国独立战争英雄约翰·杜利。